# ISS-Expedition 32
ISS-Expedition 32 ist die Missionsbezeichnung für die 32. Langzeitbesatzung der Internationalen Raumstation (ISS). Die Mission begann am 1. Juli 2012 4:47 UTC mit dem Abkoppeln des Raumschiffs Sojus TMA-03M von der ISS. Das Ende wurde durch das Abkoppeln von Sojus TMA-04M am 17. September 2012 markiert.

## Mannschaft
- Gennadi Iwanowitsch Padalka (4. Raumflug), Kommandant, (Roskosmos/Russland) (Sojus TMA-04M)
- Sergei Nikolajewitsch Rewin (1. Raumflug), Bordingenieur (Roskosmos/Russland) (Sojus TMA-04M)
- Joseph Michael Acaba (2. Raumflug), Bordingenieur (NASA/USA) (Sojus TMA-04M)

zusätzlich ab 17. Juli 2012
- Sunita Lyn Williams (2. Raumflug), Bordingenieurin, (NASA/USA) (Sojus TMA-05M)
- Juri Iwanowitsch Malentschenko (5. Raumflug), Bordingenieur, (Roskosmos/Russland) (Sojus TMA-05M)
- Akihiko Hoshide (2. Raumflug), Bordingenieur, (JAXA/Japan) (Sojus TMA-05M)

### Ersatzmannschaft
Seit Expedition 20 wird wegen des permanenten Trainings für die Besatzungen keine offizielle Ersatzmannschaft mehr bekanntgegeben. Inoffiziell gelten die Backup-Crews der beiden Sojus-Zubringerraumschiffe TMA-04M und TMA-05M (siehe dort) als Ersatzmannschaft der Expedition 32. In der Regel kommen diese Crews dann jeweils zwei Missionen später selbst zum Einsatz.

## Missionsbeschreibung
Im Verlaufe der Dienstzeit der Expedition 32 wurden drei Ausstiege absolviert. Während der Außenbordarbeiten wurden ein Kranarm verlegt, eine Schalteinheit ausgetauscht, ein neues Stromkabel verlegt, Meteoritenschutzplatten installiert, eine Kamera gewechselt und eine Experimentenbox geborgen. Neue Fracht kam mit einem Progress-Frachter und einem HTV zur Station. Ein ATV hatte bereits im März an deren Heck angelegt. Mit diesem wurden nicht nur Experimente, Treibstoff und Verbrauchsgüter zur ISS geliefert, sondern auch deren Bahn auf durchschnittlich mehr als 410 km angehoben. Von der Besatzung betreut bzw. ausgeführt wurden viele der mehr als 200 laufenden wissenschaftlichen Untersuchungen. Ein Teil davon lief allerdings weitgehend automatisch an der Außenseite oder im Inneren der Station ab. Ein weiterer Teil bedarf zeitweilig der Betreuung. Bei Experimenten mit biologisch-medizinischem Inhalt sind hingegen die Raumfahrer Hauptakteure und Untersuchungsgegenstand gleichermaßen. Ein kontinuierliches Testprogramm absolvierte auch das siebente Besatzungsmitglied, Robonaut 2.

### Besatzungswechsel
Mit der Rückkehr der Besatzung des Raumschiffes Sojus TMA-03M endete die Expedition 31. Die Besatzung von Sojus TMA-04M blieb aber nicht lange unter sich. Bereits am 15. Juli startete Sojus TMA-05M und koppelte zwei Tage später mit der Station. Die Besatzung des Raumschiffes bestand aus Juri Malentschenko, der bereits seinen fünften Raumflug absolvierte, Sunita Williams, die zum zweiten Mal zu einer ISS-Crew gehörte sowie Akihiko Hoshide, für den es ebenfalls der zweite Raumflug war. An Bord der Station warten bereits Gennadi Padalka, Joseph Acaba und Sergej Rewin, die sich seit Mitte Mai im Weltraum befanden. Beide Teams begannen als ISS-Expedition unverzüglich ihre Arbeit.

### Frachterverkehr

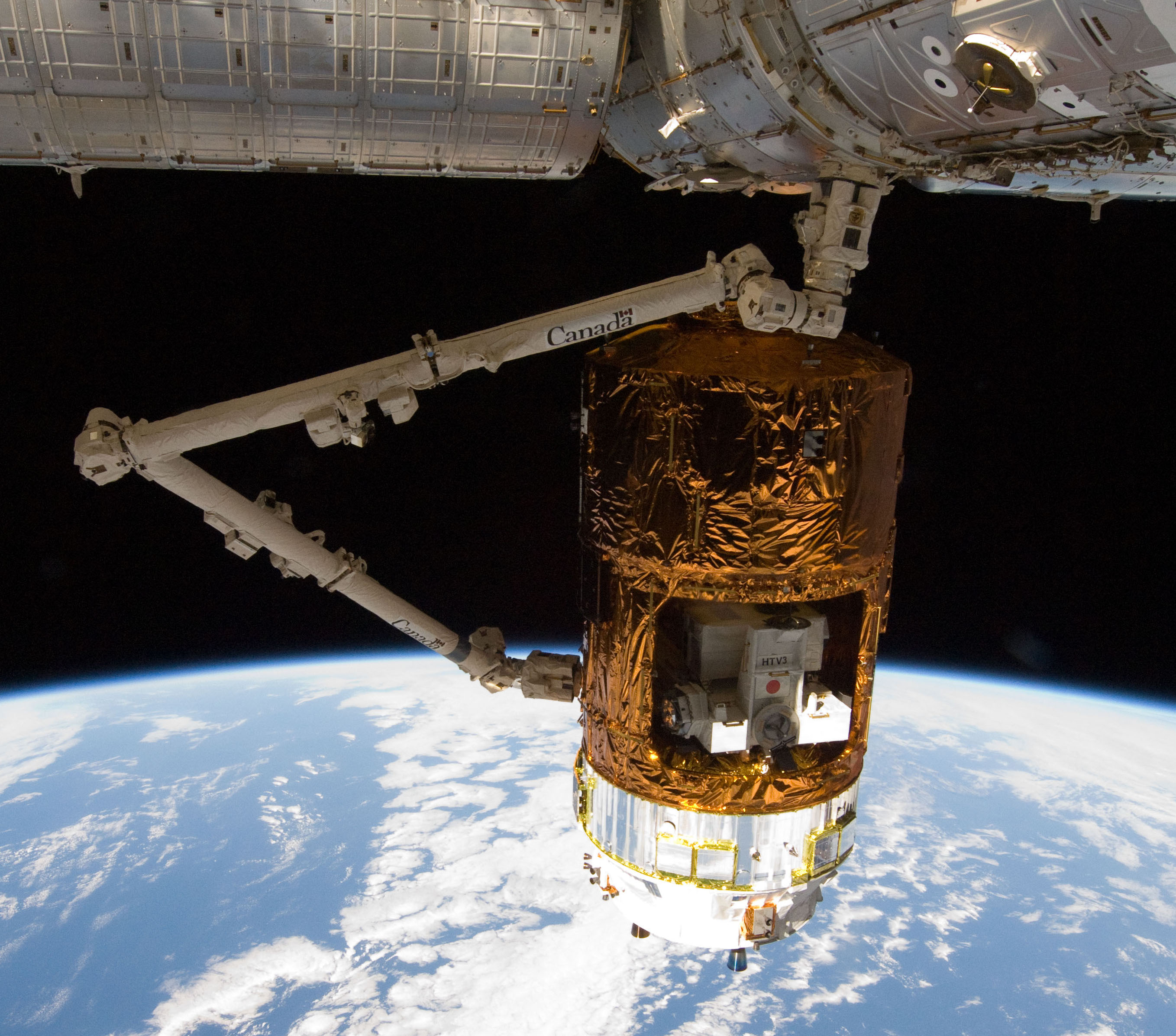
Konotori am unteren Kopplungsaggregat des ISS-Moduls Harmony

Bereits am 21. Juli startete das japanische Frachtschiff Kounotori 3 (HTV 3) an der Spitze einer H-IIB-Trägerrakete vom Raumfahrtgelände Tanegashima aus ins All. An Bord befanden sich ca. 4,6 Tonnen Fracht in Form von Experimenten, Nahrungsmitteln, Gebrauchsgegenständen und Bekleidung. Das zylindrische Raumschiff navigierte am 27. Juli in die Nähe der Raumstation, hielt etwa 10 Meter unterhalb des Bugs Station und wurde dann mittels des Manipulatorarms durch ein Mitglied der ISS-Expedition 32 am Modul Harmony angekoppelt.
Ein Teil der Fracht war in einem nicht unter Druck stehenden Bereich des Raumschiffes untergebracht. Dabei handelte es sich zum einen um eine japanische Einheit zur gemeinsamen Betreuung verschiedener Experimente (MCE), zum anderen um einen Gerätekomplex zur Durchführung von Kommunikationsexperimenten in verschiedenen Funkbändern, der von der NASA bereitgestellt und genutzt wird.
Das Space Communication and Navigation Testbed (SCaN) verfügt über drei programmierbare Funkgeräte und zugehörige Antennen im S-, L- und Ka-Band. Entwickelt wurde SCaN unter Leitung des Glenn Research Centers der NASA, Zulieferer waren General Dynamics, die Harris Corporation und das Jet Propulsion Laboratory (alle USA). Mit der an der Gitterstruktur anzubringenden Apparatur wurden verschiedene Funkkonfigurationen, die per Software gesteuert werden, getestet. Die Programmierung konnte dabei sowohl durch beauftragte Firmen als auch durch freiwillig eingesandte Lösungen, etwa von Teams aus Hochschulen oder der Industrie, erfolgen.
Mit an Bord von Kounotori 3 war auch eine Starteinrichtung für Kleinsatelliten sowie 5 Cubesats, die später während der Mission des japanischen Raumfahrers Akihiko Hoshide gestartet wurden. Dazu verwendet man die Schleuse im Kibo-Modul. Die Nutzlasten wurden einzeln aus der Station transportiert, mit dem japanischen Manipulatorarm in Position gebracht und anschließend weggestoßen. Bei den Satelliten handelte es sich um RAIKO (Erderkundung, Bahnvermessung, Hochgeschwindigkeitsdatenübertragung, Bremssegel), FITSAT-1 (LED-Kommunikation), WE WISH (Infrarotaufnahmen, Ausbildung), F-1 (Erderkundung, Sensorik, Magnetfeldlageregelung) und TechEdSat (Kommunikation über Satellitentelefonnetze).
Ebenfalls an Bord von HTV 3 waren zwei Datenrekorder, die während des Wiedereintritts des Raumschiffes Daten aufzeichneten. Aus den USA kam ein ReEntry Breakup Recorder, der bereits bei einer vorherigen Mission getestet wurde. Japan stellte den i-Ball, der sogar mit einer Kamera ausgerüstet war.
Zur wissenschaftlichen Ausrüstung der ISS gehörte nach dem Entladen auch ein Aquarium zur Untersuchung der Langzeitauswirkungen der Schwerelosigkeit auf Muskel- und Knochensubstanz bei Fischen (Aquatic Habitat). Es kann automatisch die Versorgung der Fische übernehmen und verfügt über integrierte Sensoren zur Aufzeichnung der wichtigsten Parameter.
Im Rahmen von Youtube Spacelab wurden im März zwei Sieger benannt, deren Experimente mit HTV 3 zur Internationalen Raumstation transportiert wurden. Dabei handelte es sich zum einen um eine Untersuchung, wie sich die Fähigkeit von Bakterien zur Bekämpfung von Pilzwachstum in der Schwerelosigkeit verändert, zum anderen wurde die Anpassung einer Zebraspinne an die Schwerelosigkeit erforscht.
Nach nur 5 Stunden und 43 Minuten Flug hat der am 1. August gestartete Frachter Progress-M 16M an der Internationalen Raumstation festgemacht. Damit wurde ein neues Rendezvousverfahren erprobt, das seit 2013 bei bemannten Sojus-Raumschiffen angewandt wird. Bisher wurden für Anflug, Annäherung und Kopplung etwa 50 Stunden eingeplant. Dieser etwa zweitägige Flug zu Raumstationen war seit Progress 1 im Januar 1978 üblich und wurde mit dem Aufbau der Raumstation Mir 1986 auch für bemannte Raumschiffe übernommen. Zuvor waren hier für Annäherung und Kopplung ca. 24 Stunden üblich. Damals wurde der Übergang zum zweitägigen Anflug mit Treibstoffersparnis begründet.

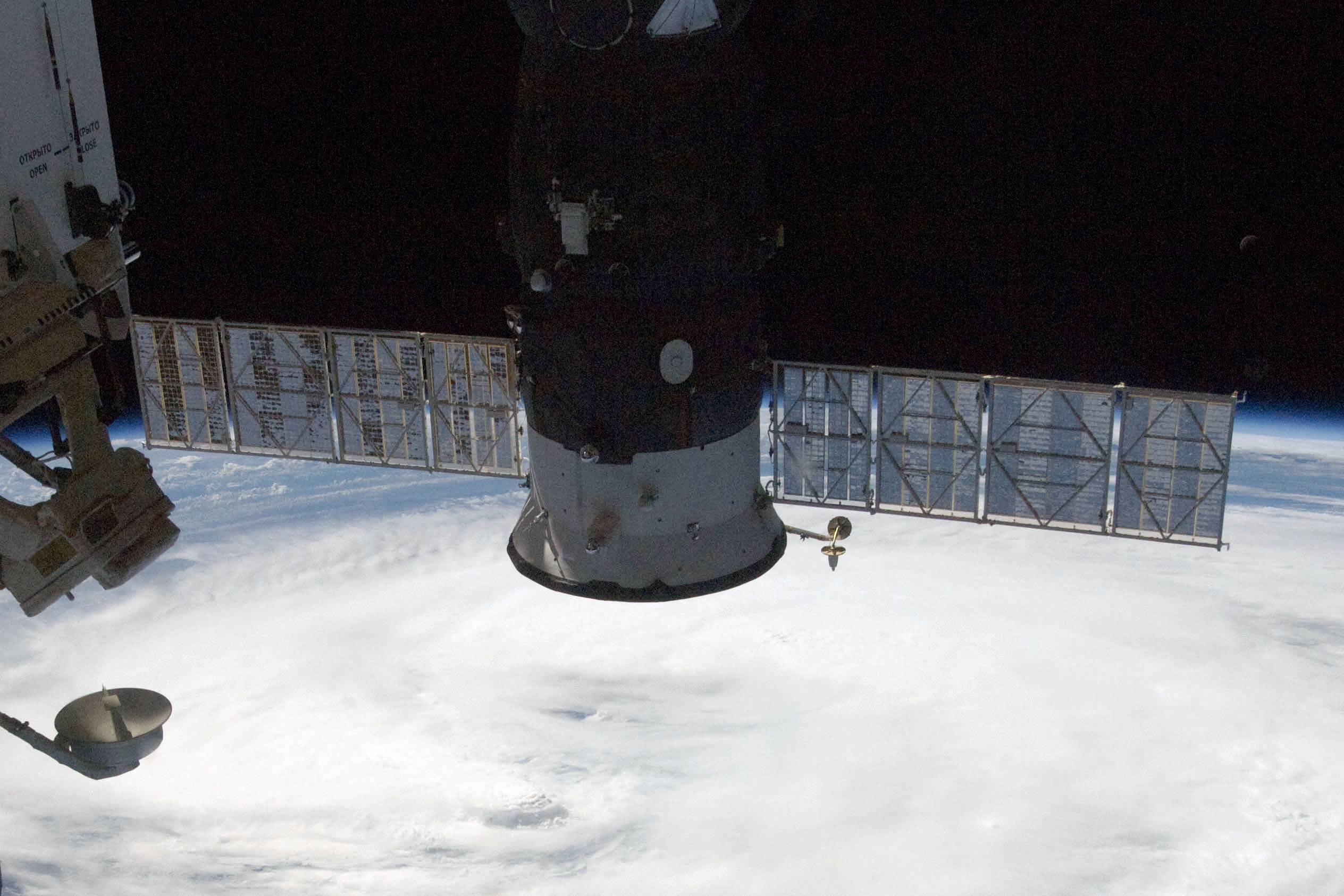
Progress-M 16M hat nach Rekordzeit die Station erreicht.

Progress-M 16M startete gegen 21:35 Uhr MESZ von Baikonur aus ins All. Nach 9 Minuten wurde das Raumschiff, das mit 2.639 Kilogramm Fracht beladen war, von der Oberstufe getrennt und entfaltete seine Solarzellenpaneele. An Bord befanden sich neben Treibstoff, Sauerstoff, Wasser, Nahrungsmitteln und Verbrauchsgütern auch Materialien für die Experimente Visier, MATI 75, Relaksazija, SLS, Vektor-T, Tipologija, Aseptik, Schenschen 2, Kaskad, Biodegradazija und Kulonowski Kristall sowie Ausrüstung für das russische und das US-basierte Segment der ISS.
Nach einem Selbsttest wurden die Triebwerke des Raumschiffes gegen 22:25 Uhr zum ersten Mal in Betrieb genommen. Es folgte eine Serie von Korrekturmanövern, welche das Raumschiff innerhalb von 3 Erdumläufen in die Nähe der Internationalen Raumstation brachte. Danach umflog Progress-M 16M die Station so, dass es das Modul Pirs direkt vor sich hatte. Anschließend wurde die Distanz planmäßig verringert und gegen 3:18 Uhr MESZ angekoppelt.
Am 31. Juli hatte der Vorgänger, Progress-M 15M endgültig von Pirs abgekoppelt und sich von der Station entfernt. Er war im April zur ISS gelangt und hatte bereits am 22. Juli zum ersten Mal abgelegt. Danach wurde ein erneutes Ankoppeln getestet, wobei mit Kurs-NA ein verbessertes Radarsystem zum Einsatz kam. Aufgrund eines Temperatur- oder Sensorproblems hatte das Ankoppeln erst im zweiten Versuch am 29. Juli geklappt.
Am 12. September wurde der unbemannte Frachter Kounotori 3 mittels des Stationsmanipulators Canadarm2 von der Station abgekoppelt. Zuvor waren zwei Systeme (REBR und i-Ball) installiert und aktiviert worden, mit denen bestimmte Parameter während des für das Raumschiff zerstörerischen Wiedereintritts aufgezeichnet wurden. Dieser erfolgte in den Morgenstunden des 14. September.

### Bahnmanöver
Ein am 15. August durchgeführtes Manöver zur Anhebung der mittleren Bahnhöhe der Internationalen Raumstation mittels der Triebwerke des am Heck angekoppelten ATV „Edoardo Amaldi“ war kürzer als geplant. Anstelle der vorgesehenen 31 Minuten und 16 Sekunden für eine Geschwindigkeitssteigerung um 4,4 Meter pro Sekunde wurde der Antrieb des ATV bereits nach etwa 22 Minuten und 30 Sekunden abgeschaltet. Damit wurde nur eine Geschwindigkeitserhöhung um 2,91 Meter pro Sekunde erreicht. Als Ursache dafür wird vonseiten der ESA angegeben, dass ein Temperatursensor an einem der beiden nicht am Antriebsprozess beteiligten Triebwerke des ATV einen zu hohen Wert ermittelt und an die Steuerung an Bord der ISS weitergegeben hat. Daraufhin wurde der Antriebsvorgang abgebrochen, was nicht die eigentlich erwartete Reaktion auf einen solchen Vorgang darstellte. Um den Verantwortlichen ausreichend Zeit für die Fehleranalyse und die Planung weiterer Maßnahmen zu lassen, war man übereingekommen, die zusätzliche Korrektur einige Tage später nachzuholen.
Bahnanhebungen werden normalerweise in unregelmäßigen Abständen durchgeführt, um einerseits den Höhenverlust aufgrund der Reibung in der auch in mehr als 400 Kilometern Höhe noch vorkommenden, äußerst dünnen Luft auszugleichen. Ein weiterer Grund ist aber die Feinjustierung der Bahn für bevorstehende Ereignisse wie Kopplungen oder Landungen.
Am 22. August wurde das zuvor abgebrochene Bahnanhebungsmanöver vollendet. Dazu wurden jeweils zwei Triebwerke des ATV 3 während zweier Brennphasen aktiviert und damit die Geschwindigkeit des gesamten Komplexes um 5,8 Meter pro Sekunde erhöht. Damit stieg die Station auf eine höhere Bahn mit durchschnittlich 416 Kilometer (Perigäum: 406 km, Apogäum: 427 km).

### Außenbordarbeiten

#### 1. Ausstieg
Am 20. August führten Gennadi Padalka und Juri Malentschenko einen Außenbordeinsatz durch. Die beiden erfahrenen Kosmonauten sollten verschiedene Arbeiten an der Außenseite der Station ausführen. Zunächst kam es wegen einer Undichtigkeit im Inneren zu etwa einer Stunde Verzögerung. Der Ausstieg begann mit Arbeiten zur Verlegung des mechanischen Kranarms Strela 2 vom Kopplungs- und Schleusenmodul Pirs zum Vielzweckmodul Sarja. Dazu wurde der bereits vor einigen Monaten nach Poisk verlegte Strela 1 verwendet.
Danach wurde ein passiver, kugelförmiger Kleinsatellit zur Bahnverfolgung durch „Werfen“ ausgesetzt. Diesem Vorgang folgte die Installation von 5 Meteoritenschutzpaneelen an der Außenseite des Servicemoduls Swesda. Damit waren die geplanten Aufgaben absolviert. Zusätzlich wurden Halterungen an einer Leiter angebracht und ein Container des Experiments BioRisk demontiert und in einem Transportbehälter verstaut. Dieser wurde anschließend mit ins Innere der Station genommen. Er enthält biologische Proben, die monatelang der harten Umgebung außerhalb der Station ausgesetzt waren. Sie wurden nach ihrer Rückkehr auf die Erde genauer untersucht.
Vergebens versuchten beide Raumfahrer, einen weiteren Behälter mit Materialproben an der Außenseite von Pirs zu schließen, um diesen anschließend ebenfalls zu bergen. Der Experimententräger zeigte sich allerdings widerspenstig und so wurde diese Zusatzaufgabe abgebrochen. Der Ausstieg endete nach 5 Stunden und 51 Minuten.

#### 2. Ausstieg
Beim Ausstieg von Sunita Williams und Akihiko Hoshide am 1. September wurde ein Stromkabel vom Modul Unity über PMA-1 zu Sarja verlegt. Dieses soll bei einem späteren Außenbordeinsatz bis zum Kopfteil von Swesda verlängert werden und zur Energieversorgung des Forschungsmoduls Naúka dienen. Ihm soll zudem ein zweites Kabel folgen, so dass danach alle 4 Stromverteiler im Gittersegment S0 des US-basierten Teils der ISS mit dem russischen Segment verbunden sind. Dies geschah bei mehreren Ausstiegen folgender ISS-Expeditionen im Jahre 2013.
Da einer der Stromverteiler ausgefallen war, musste dieser ausgetauscht werden. Nach dem Abbau des defekten Gerätes wurde dieses auf einer Stauraumplattform befestigt und das Ersatzgerät zum Installationsort transportiert. Der Transport geschah mittels des großen Stationsmanipulators, der aus dem Inneren der ISS bedient wurde. Bei der Installation trat dann ein Problem mit einer Schraube auf, die sich auch mit verstärktem Drehmoment und der Reinigung beider Gewinde nicht korrekt einschrauben ließ. Nach provisorischer Befestigung aber ohne den korrekten Anschluss an Kühlsystem und Energienetz beendeten die beiden Raumfahrer nach 8 Stunden und 17 Minuten den Einsatz.
Zur Vorbereitung des Außenbordeinsatzes hatte man ein verändertes Verfahren angewandt. Anstatt die Nacht im Schleusenmodul Quest zu verbringen und dort reinen Sauerstoff zu atmen, wurde eine knapp zweistündige Prozedur verwendet, bei der Williams und Hoshide mit Sauerstoffmaske und bereits teilweise im Raumanzug leichte sportliche Übungen ausführten, um den im Blut gelösten Stickstoff abzuatmen. Dies ist erforderlich, um unter den niedrigen Druckbedingungen der US-Raumanzüge ein Ausperlen des Stickstoffs im Blut zu verhindern.

#### 3. Ausstieg
Am 5. September unternahmen Sunita Williams und Akihiko Hoshide einen zweiten Ausstieg, um den Hauptenergieverteiler 1 (Main Bus Switching Unit = MBSU) korrekt zu installieren. Dazu musste dieser zunächst wieder abmontiert und in der Nähe provisorisch gelagert werden. Anschließend wurden Sockelgewinde und Bolzen H2 mittels Druckluft und Drahtbürste gereinigt und mithilfe einer modifizierten Zahnbürste geschmiert. Danach konnte ein Probebolzen eingeschraubt werden. Nach erneuter Schmierung gelang schließlich das korrekte und vollständige Einschrauben des H2-Bolzens bei installierter MBSU. Diese saß nun richtig auf einer Kühlplatte und konnte anschließend aktiviert werden.
Es folgte noch der Austausch einer defekten Kamera am Stationsmanipulator Canadarm2, worauf der Außenbordeinsatz nach 6 Stunden und 28 Minuten erfolgreich beendet werden konnte. Während des Ausstiegs trugen die beiden Raumfahrer russische Dosimeter. Sunita Williams übernahm damit zudem die Spitzenposition in der Liste der Außenbordarbeiterinnen mit 44 Stunden und 2 Minuten bei 6 Einsätzen von ihrer Kollegin Peggy Whitson.

### Wartungsarbeiten und Experimente
Während der Monate August und September standen neben Routineaufgaben verschiedene wissenschaftliche Untersuchungen oder Vorbereitungen dazu auf dem Arbeitsprogramm der Besatzung. So wurde das Videosystem im Aquatic Habitat, einem japanischen Frischwasseraquarium, erprobt. Im Aquarium wurden zunächst Fische der Gattung Oryzias latipes (Medaka) gehalten. Diese sind halb durchsichtig, so dass man Knochen- und Muskelschwund sowie die Arbeit verschiedener Organe direkt von außen beobachten kann. Auch die Auswirkungen erhöhter Strahlung und entwicklungsbiologische Veränderungen (Modifikationen und Mutationen) möchte man studieren. Dazu ist es hilfreich, dass Medakas eine hohe Vermehrungsrate aufweisen. Im Aquarium können Fische etwa 90 Tage lang gehalten werden, bis ein Austausch des Wassers sowie eine Wartung erforderlich wird.
Des Weiteren wurden die am 20. August verwendeten Orlan-MS-Raumanzüge gereinigt und getrocknet, Trinkwasser aufgefüllt, die Dosimeter zur Ablesung entnommen, in einer Handschuhbox ein Brennversuch an festen Materialien vorgenommen, die Luftqualität mit verschiedenen Systemen festgestellt sowie regelmäßige psychologische Tests durchgeführt (WinSCAT), mit denen die Entwicklung von Merkfähigkeit, Erinnerungs-, Abstraktions- und Denkvermögen während längerer Raumflüge überprüft werden.
Zum Programm gehörten auch Untersuchungen am Herz-Kreislauf-System (Integrated Cardiovascular/Kardiomed) und die Messung der Sauerstoffaufnahme bei Belastung. Außerdem wurden Vorbereitungen für den US-Ausstieg am 1. September getroffen, ein Lehrfilm zur Trennung von Flüssigkeiten und Gasen in der Schwerelosigkeit gedreht (Fisika Obrasowanije), ein kanadisches Experiment mit Kolloiden gestartet (BCAT), Dosimeter im Strahlungsmessexperiment Matrjoschka neu positioniert und morgendliche Reaktionstests durchgeführt.

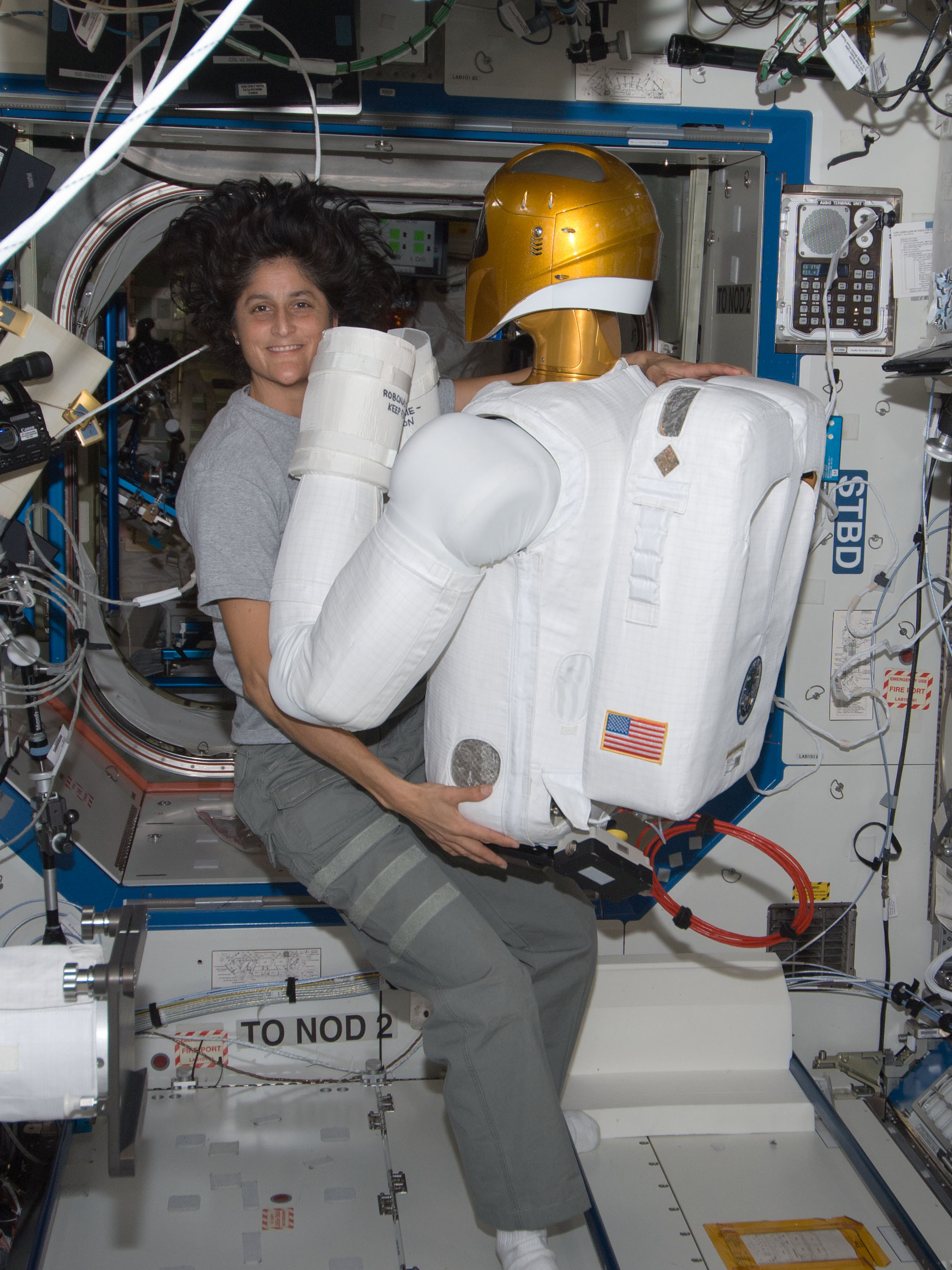
Robonaut 2 wird auf einen Einsatz vorbereitet.

Ebenso durfte auch Robonaut 2 sein Testprogramm fortsetzen. Dazu wurde er in eine bestimmte Arbeitsposition gebracht und ein Schaltbrett vor ihm platziert. Aktiviert vom Boden aus bediente er diesmal auch einige Drehknöpfe, während er bei vorangegangenen Arbeitsphasen ja Taster und Kippschalter betätigt hatte. Kurz darauf arbeitete er dann wieder mit Schalttafel 1.
Robonaut 2 war Ende August/Anfang September erneut aktiv. An den Schalttafeln C und D übte er u. a. einen Abstrich zu nehmen, sich selbständig an einem Handlauf festzuhalten und diesen anschließend abzuwischen.
Weitere wissenschaftliche Untersuchungen konzentrierten sich auf Umweltüberwachung in der Station (Luftqualität, Biofilme an Wänden und Ausrüstung), Medizin und die Betreuung weitgehend autonom ablaufender Experimente wie BCAT (Verhalten von Kolloiden), KASKAD oder FASA (Aufzeichnung des Verhaltens eines Gemischs von Flüssigkeit und Gas in der Schwerelosigkeit für Bildungszwecke).
Exemplarisch für medizinische Untersuchungen sei hier ein Experiment genannt, bei dem die Fähigkeit des Herzgewebes zur Dehnung bei veränderter Blutverteilung (Gauer-Henry-Reflex) untersucht wird. Dazu trägt der Proband in der Station eine Unterdruckhose (Tschibis) und tritt von einem Bein auf das andere. Mehr Beweglichkeit bietet die Unterdruckhose kaum. Während der Druck in mehreren Stufen um bis zu etwa 50 hPa gesenkt wird, misst man mittels spezieller Apparaturen die Größe innerer Organe, hier also die des Herzens.
Mit VISIR wurde ein neues Gerät erstmals getestet, das die automatische Ausrichtung einer Kamera auf bestimmte Erdziele ermöglichen soll. Dann werden Fotos gemacht und zur Übermittlung an die Erde vorbereitet. Dies sollte in Zukunft die Raumfahrer entlasten, die oft aus aktuellem Anlass bestimmte zusätzliche Fotoaufträge bekommen. In dieser Woche ging es beispielsweise um eine Flut am Schwarzen Meer.
Weiterhin beschäftigte sich die Besatzung unter anderem mit der Erprobung neuer Foto- und Kommunikationstechnik, Untersuchungen am menschlichen Immunsystem (IMMUNO), Strahlungsmessungen in verschiedenen Teilen der Station (u. a. Matrjoschka), Untersuchungen zu Reaktionsfähigkeit, Stressresistenz, Muskel- und Knochenabbau (u. a. spezielle Diät zur Linderung eines raschen Knochenabbaus) sowie Herz-Kreislauf-Tests. Wartungsarbeiten betrafen eine Vielzahl der Systeme der Station, so die Luftüberwachungs- und Reinigungssysteme, Toiletten, Experimentieranlagen, Wasseraufbereitung, Computer oder Sportgeräte.
Erwähnt seien hier noch das Biorhythmusexperiment CRHYT, bei dem ein Proband über 36 Stunden spezielle Sensoren trägt, deren Messwerte aufgezeichnet und später ausgewertet werden. Bei SONOKARD trägt ein Raumfahrer ein spezielles Shirt, über das wichtige Lebensparameter erfasst werden. Im Rahmen von ASEPTIK wird untersucht, wie Experimentieranlagen über längere Zeit keimfrei gehalten werden können. Mittels einer Unterdruckhose (Tschibis) können Belastungen simuliert werden, die denen durch die Schwerkraft auf der Erde entsprechen. Mit VETEROK wird ein neues elektrostatisches Luftreinigungssystem getestet, welches über eine kurzzeitige Ionisierung organische Stoffe besser aus der Atemluft filtern kann. Hör-, Seh- und Reaktionstests in verschiedenen Phasen eines Langzeitfluges helfen, physische und psychische Veränderungen festzustellen. Mit VISIR und der ISS Agricultural Camera (ISSAC) wurden automatisch Bilder verschiedener Flächen angefertigt. Dazu verfügen die Kameras über Computersteuerungen und spezielle Sensoren. Während VISIR noch im Erprobungsmodus lief, wurden mit der ISSAC Bilder von Weideflächen, Wäldern, Wiesen und Feuchtgebieten in den USA für landwirtschaftliche Beurteilungen und Bildungszwecke aufgenommen.
Der Bildung diente auch die optische Aufzeichnung langwieriger physikalischer Vorgänge in der Schwerelosigkeit. Dazu wurden im Rahmen von FASA die Trennung von flüssiger und gasförmiger Phase in einem Behälter verfolgt. Das neue Experiment Coulomb-Kristall beschäftigte sich zudem mit der Anordnung elektrisch geladener Partikel in der Schwerelosigkeit. Das ebenfalls neue Aquatic Habitat lief im September bereits im Testbetrieb. Hier sollen Leben und Entwicklung von Fischen über mehrere Generationen beobachtet werden.
Erwähnt werden sollen noch ein Verbrennungsexperiment, die materialwissenschaftlichen Untersuchungen Kaskad und BCAT (Kolloide in der Schwerelosigkeit), Untersuchungen zur Strukturdynamik der Station (Identifikazija). Weitere Studien am Menschen betrafen Veränderungen in der Lungenfunktion (Lungenvolumen, Sauerstoffaufnahmefähigkeit im Rahmen von VO2max), Schallmessungen durch stationäre und mobile Sensoren sowie die Wirksamkeit eines speziellen Trainings mit starker aber nur kurzzeitiger Belastung zur Minderung von Muskel- und Knochenschwund (SPRINT).
Im Rahmen von YouTube SpaceLab wurden zwei Schülerexperimente ausgewählt, die im Weltraum durchgeführt werden sollen. Bei einem wird das Leben einer Spinne in der Schwerelosigkeit unter die Lupe genommen. Dieses Experiment wurde nun vorbereitet. Zu bestimmten Zeiten soll es dazu Live-Übertragungen aus der ISS geben.

### Missionsende

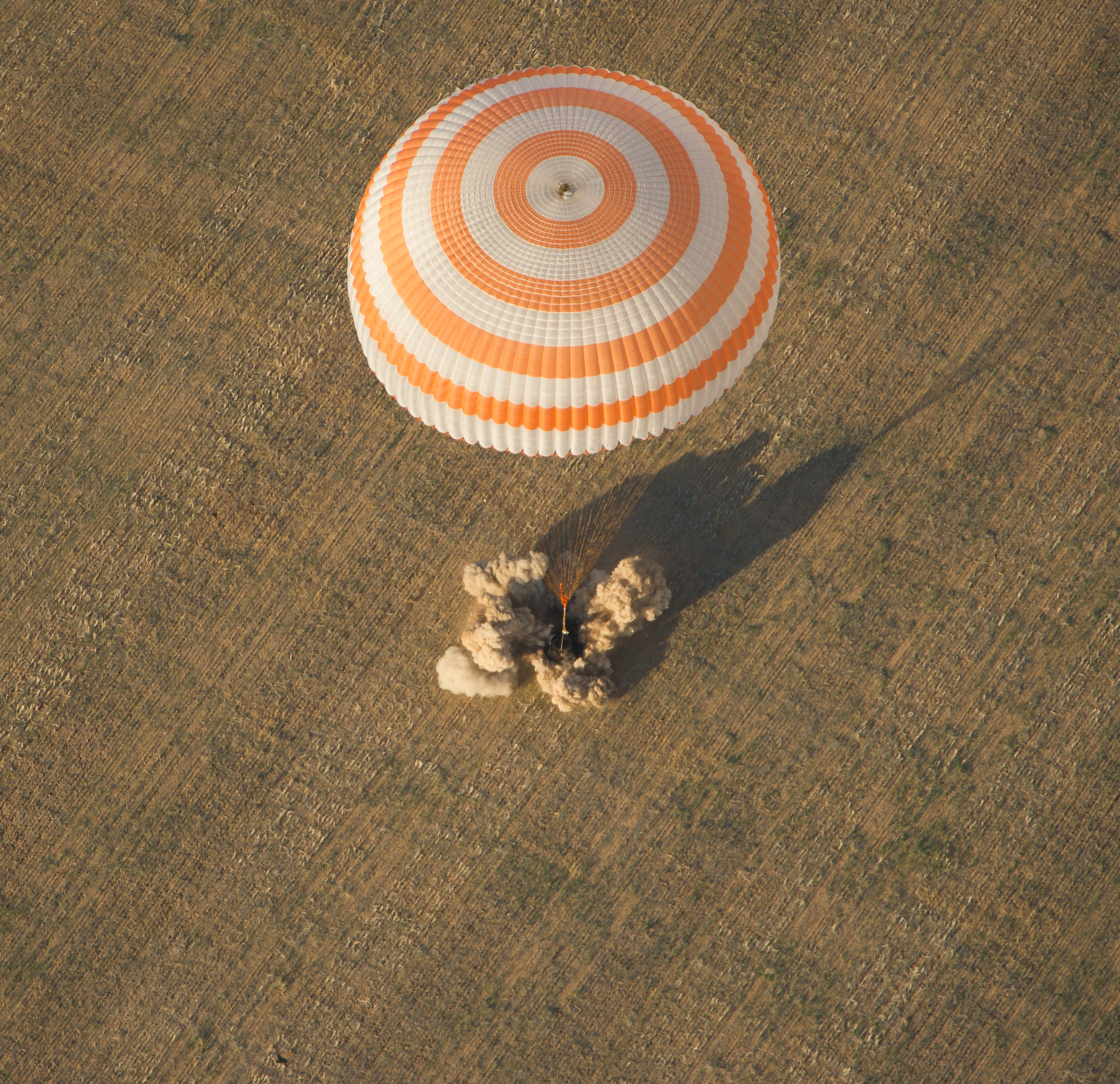
Landung der Rückkehrkapsel von Sojus TMA-04M

Mit dem Ablegen des Raumschiffes Sojus TMA-04M am 16. September 2012 gegen 23:09 Uhr UTC endete die ISS-Expedition 32. Am Tag zuvor hatte Gennadi Padalka das Kommando über die Station an Sunita Williams übergeben, die damit die zweite Frau in dieser Position ist. Die Landung der Kommandokapsel des Sojus-Raumschiffes erfolgte gegen 2:52 Uhr UTC in der kasachischen Steppe nordöstlich von Arkalyk. An Bord befanden sich Gennadi Padalka, Joseph Acaba und Sergej Rewin. Sie haben insgesamt 125 Tage im All zugebracht, den größten Teil der Zeit an Bord der ISS gearbeitet.